# Harald Duschek
Harald Duschek (ur. 5 maja 1956 w Thale) – niemiecki skoczek narciarski reprezentujący NRD. Najlepsze wyniki w Pucharze Świata osiągnął w sezonie 1979/1980, kiedy zajął 36. miejsce w klasyfikacji generalnej.
Wystąpił na igrzyskach olimpijskich w Lake Placid oraz mistrzostwach świata w lotach w Vikersund, ale bez sukcesów. Zajął 4. miejsce w 27. Turnieju Czterech Skoczni.
Triumfował w Pucharze Przyjaźni w 1977.

## Puchar Świata w skokach narciarskich

### Miejsca w klasyfikacji generalnej
- sezon 1979/1980: 38
- sezon 1980/1981: 83
- sezon 1981/1982: 48

## Igrzyska olimpijskie
- Indywidualnie
  - 1980 Lake Placid (USA) – 32. miejsce (duża skocznia)

## Mistrzostwa świata w lotach
- Indywidualnie
  - 1977 Vikersund (NOR) – 5. miejsce